# ジャクソンビル (アラバマ州)
ジャクソンビル（Jacksonville）は、アメリカ合衆国アラバマ州の都市。カルフーン郡の郡庁所在地である。人口は1万4385人（2020年）。アニストンの北に位置しており、アニストン-オックスフォード都市圏のベッドタウンである。

## 歴史
ジャクソンビルの名前の由来は大統領のアンドリュー・ジャクソン（Andrew Jackson）である。
1899年にカルフーン郡の郡庁所在地が現在のアニストン市に移るまで、同郡の郡庁所在地であった。

## 地理
ジャクソンビルは北緯33度48分56.758秒、西経85度45分37.681秒(33.815766, -85.760467)に位置している。
アメリカ合衆国統計局によると、総面積は21.4km²である。

## 教育
ジャクソンビル高校、ならびにジャクソンビル州立大学が存在する。
ジャクソンビル州立大学はガズデン市内にもキャンパスを持つ。